# Eutelia pulcherrimus
Eutelia pulcherrimus là một loài bướm đêm trong họ Noctuidae.